# András Vasy
András Vasy (Hungria, 1969) é um matemático húngaro-estadunidense, que trabalha com equações diferenciais parciais, análise microlocal, teoria da dispersão e problemas inversos. É atualmente professor de matemática na Universidade Stanford.

## Formação e carreira
Vasy estudou na Universidade Stanford, obtendo os graus de B.S. em física e M.S. em matemática em 1993. Obteve o Ph.D. no Instituto de Tecnologia de Massachusetts (MIT) em 1997, orientado por Richard Burt Melrose. Em seguida ao pós-doutorado na Universidade da Califórnia em Berkeley foi professor assistente no MIT em 1999. Foi para Stanford em 2006.

## Prêmios e honrarias
Vasy foi membro do Clay Mathematics Institute de 2004 a 2006. Foi eleito fellow da American Mathematical Society em 2012. Foi palestrante convidado do Congresso Internacional de Matemáticos em Seul (2014). Recebeu o Prêmio Memorial Bôcher de 2017.